# Hyldningsintrade
De Hyldningsintrade is een compositie van de Noor Johan Halvorsen. Halvorsen schreef deze huldigingsmuziek ter gelegenheid van het afscheid van Bjørn Bjørnson in de functie van directeur van het Nationaltheatret. De muziek van Halvorsen opende de avond, verder werd er nog muziek uitgevoerd van Edvard Grieg (Peer Gyntsuite (opus 23) en Sigurd Jorsalfar (opus 22)) en Johan Svendsen (Feestpolonaise opus 12). De marsmuziek schijnt pompeus te klinken zoals bij een huldigingsstuk gewoon is. Na de huldiging verdween het werk uit zicht.